# Prosopea americana
Prosopea americana là một loài ruồi trong họ Tachinidae.